# Eclisa

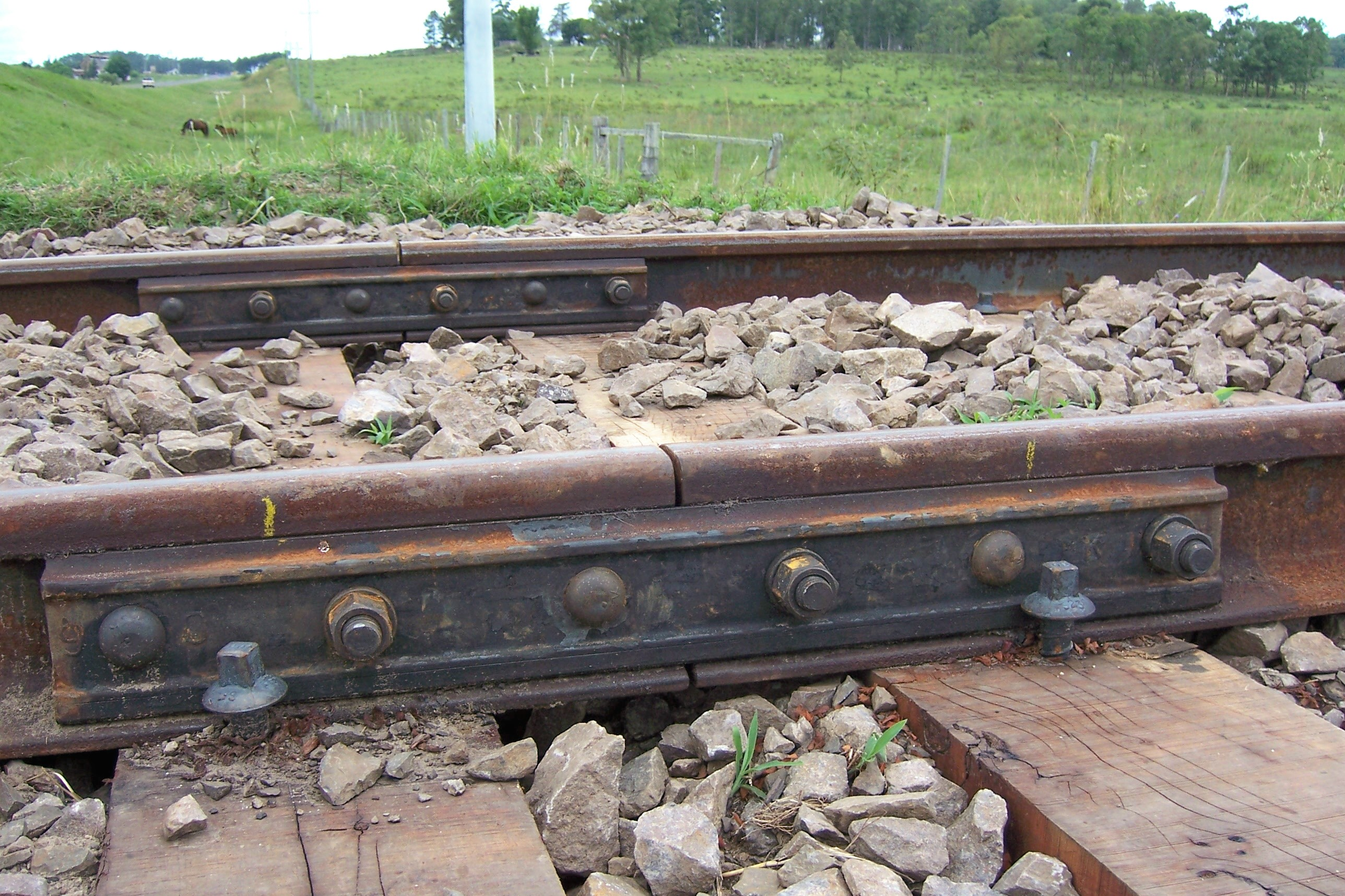
Unión de carriles mediante eclisas y bulones.

En vías férreas se denomina eclisas o bridas a los elementos utilizados para la unión de carriles. Estos elementos son necesarios en el montaje de la vía y pueden utilizarse como definitivos, aunque la técnica actual suele sustituirlos, una vez montada la vía, por uniones soldadas mediante soldadura aluminotérmica.